# Десімару Тайсен
Ясуо Десімару (29 листопада 1914 — 30 квітня 1982), релігійне ім'я Мокудо Тайсен, відоміший як Тайсен Десімару, фр. Taisen Deshimaru (яп. 弟子丸 泰仙), був японським буддиським вчителем Дзен школи Сото-сю. Він був засновником і головним натхненником багатьох додзьо і дзен-груп на Заході і, особливо, в Європі.

## Біографія
Народився в префектурі Саґа, на острові Кюсю. Був вихований своїм дідом, в минулому самураєм під час Революції Мейдзі, та своєю матір'ю, палкою послідовницею Дзьодо-сінсю, японського відгалуження школи Чистої землі. Із цікавості, він віддаляється від буддистських практик задля вивчення християнства під орудою протестантського пастора. Пізніше він повертається до буддизму вже як послідовник школи Ріндзай, яку він однак також згодом полишає. Окрім того, Десімару стає незадоволеним своїм життям бізнесмена.
Під час Другої Світової війни Десімару був звільнений від служби в армії через короткозорість і був відправлений до Індонезії.
У 1951 році зустрічає відомого майстра Сото-Дзен Кодо Савакі, настановам якого він вирішує слідувати і відтоді цілковито присвячує себе практиці Шикантази.
Десімару отримує ординацію монаха незадовго до того, як його вчитель Савакі серйозно захворіє. Виконуючи бажання Савакі розповсюдити буддизм на Заході, Десімару вирушає, після його смерті в 1965 році до Франції. Скориставшись Транссибірською магістраллю, у 1967 році він дістається Парижа і спершу працює у макробіотичному магазині. Не розмовляючи жодною європейською мовою, окрім примітивної англійської, він практикував дзадзен у внутрішньому дворі продуктової лавки, поступово навколо нього збиралися учні, яких він знайомив з Дзеном.
У 1970-х роках, він отримав передачу Дхарми від майстра Ямади Рейніна і став Кайкіосоканом (головою школи Сото-сю у певній країні або континенті) у Європі.
Десімару заснував понад 100 додзьо в Європі, Північній Африці, Канаді, а також 1970 року Міжнародну Асоціацію Дзен (Association Zen Internationale або AZI) та 1979 року — Храм Жандрон'єр у долині Луари, який став першим і найбільшим храмом дзен у всій Європі. Згідно з реєстром храму тут було ординовано понад 500 монахів і монахинь, і понад 20000 осіб практикували у його стінах.
Тайсен помер у 1982 році у Японії від раку підшлункової залози.
Значущість постаті Десімару в розповсюдженні дзену в Європі порівняння зі знаменитим популяризатором дзен у США Дайсецу Судзукі.
Після його смерті троє його найближчих учнів отримали підтвердження у званні майстрів традиції Сото Ніва (Ремпо) Дзенжі, найбільшим авторитетом сото-дзен у світі того часу.

## Лінія Десімару в Україні
Учень Десімару Кайсен має місію в Україні з сангхою у Києві.

## Роботи
- Zen et arts martiaux, Maître et Mystiques vivants collection dirigée par Marc de Smedt, ed.SEGHERS,1977.
- L'anneau de la Voie, Maître Taisen Deshimaru, Albin Michel: Spiritualités vivantes, ISBN 2-226-06352-8
- L'autre rive, Textes fondamentaux du Zen commentés par Maître Deshimaru, Albin Michel: Spiritualités vivantes, ISBN 2-226-03302-5
- L'esprit du Ch'an, Aux sources chinoises du Zen, Maître Taisen Deshimaru, Albin Michel: Spiritualités vivantes, ISBN 2-226-11429-7
- La Pratique du zen, Taïsen Deshimaru, Albin Michel: Spiritualités vivantes, 1981, ISBN 2-226-01287-7
- Le bol et le bâton, 120 contes Zen racontés par Maître Deshimaru, Albin Michel: Spiritualités vivantes, ISBN 2-226-02684-3
- Le Trésor du zen, Taïsen Deshimaru, Albin Michel: Spiritualités vivantes, 2003, ISBN 2-226-13872-2
- Vrai Zen, Maître Taisen Deshimaru, Introduction au Shobogenzo, Edition AZI, ISBN 2-901844-13-8
- Zen et Vie quotidienne: La Pratique de la concentration, Taïsen Deshimaru, préface d'Evelyne de Smedt, Albin Michel: Spiritualités vivantes, 1985, 314 pages, ISBN 2-226-02247-3